# カランガラ県

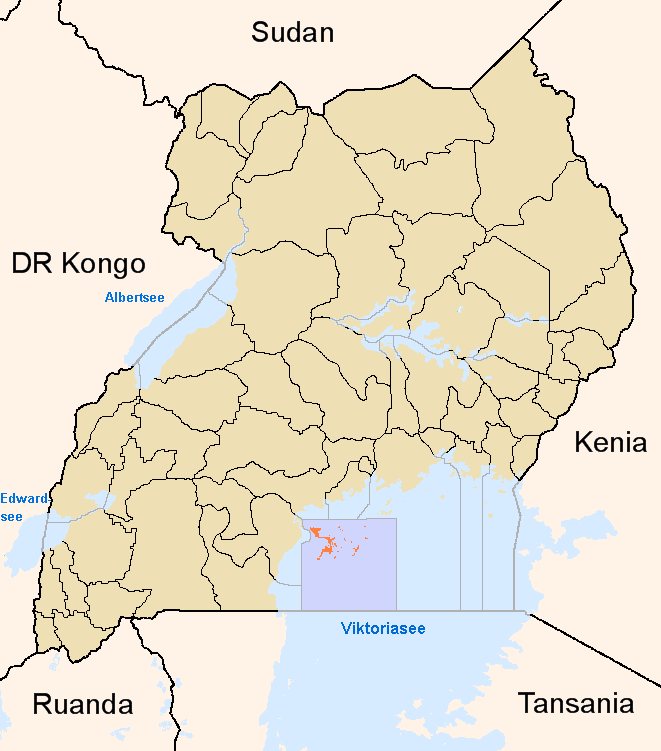
カランガラ県と2001年から2005年の県境

カランガラ県（カランガラけん）はウガンダ南部、ブガンダ南部の県。ヴィクトリア湖北西部のセセ諸島にあたり、かつてはブガンダから独立していたが、ブガンダの伸張に伴い勢力下に置かれた。マサカ県のセセ郡とされていたが、1990年に分割された。面積は 9,066.8 km²で、432.1km²が陸地である。84の島があり、西部のブジュンバ郡にカランガラを含め3、東部のキャムスワ郡に4の計7副郡に17教区と92の村がある。2002年の国勢調査人口は 34,766 人。知事に相当する第5地域議会議長はキコーラ・ダニエル。北のエンテベや西のマサカ県ブカカタとはフェリー便などが運航されている。

## 隣接する県
北にワキソ県、北西にムピジ県、東にムコノ県、南西にラカイ県、南にタンザニアのカゲラ州、マラ州と接する。

## 脚註
1. ↑  Eddie Ssejjoba, "Museveni blasts environmentalists", New Vision, Jan 5, 2009.